# Missões diplomáticas da Alemanha

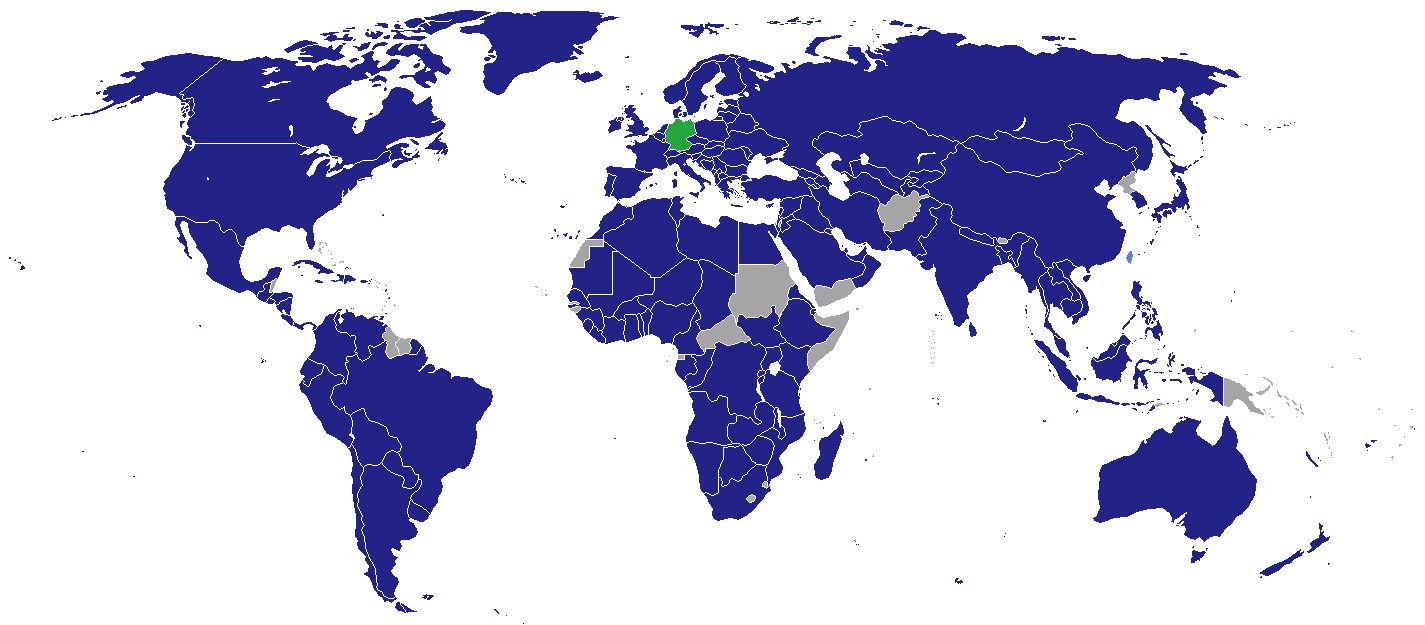
Mapa de Missões diplomáticas da Alemanha

Abaixo se encontra as embaixadas e consulados de Alemanha:

## Europa
- Albânia
  - Tirana (Embaixada)
- Armênia
  - Erevã (Embaixada)
- Áustria
  - Viena (Embaixada)
- Azerbaijão
  - Bacu (Embaixada)
- Bélgica
  - Bruxelas (Embaixada)
- Bielorrússia
  - Minsque (Embaixada)
- Bósnia e Herzegovina
  - Saraievo (Embaixada)
- Bulgária
  - Sófia (Embaixada)
- Chipre
  - Nicósia (Embaixada)
- Croácia
  - Zagrebe (Embaixada)
- Dinamarca
  - Copenhague (Embaixada)
- Eslováquia
  - Bratislava (Embaixada)
- Eslovênia
  - Liubliana (Embaixada)
- Espanha
  - Madri (Embaixada)
  - Barcelona (Consulado-Geral)
  - Sevilha (Consulado-Geral)
  - Málaga (Consulado)
- Estónia
  - Taline (Embaixada)
- Finlândia
  - Helsinque (Embaixada)
- França
  - Paris (Embaixada)
  - Estrasburgo (Consulado-Geral)
  - Lião (Consulado-Geral)
  - Marselha (Consulado-Geral)
  - Bordéus (Consulado)
- Geórgia
  - Tbilisi (Embaixada)
- Grécia
  - Atenas (Embaixada)
  - Salónica (Consulado-General)
- Hungria
  - Budapeste (Embaixada)
- Irlanda
  - Dublim (Embaixada)
- Islândia
  - Reiquiavique (Embaixada)
- Itália
  - Roma (Embaixada)
  - Milão (Consulado-General)
  - Nápoles (Consulado-General)
- Kosovo
  - Pristina (Embaixada)
- Letônia
  - Riga (Embaixada)
- Lituânia
  - Vilnius (Embaixada)
- Luxemburgo
  - Luxemburgo (Embaixada)
- Macedônia do Norte
  - Escópia (Embaixada)
- Malta
  - Valeta (Embaixada)
- Moldávia
  - Quixinau (Embaixada)
- Montenegro
  - Podgorica (Embaixada)
- Noruega
  - Oslo (Embaixada)
- Países Baixos
  - Haia (Embaixada)
  - Amesterdã (Consulado-General)
- Polónia
  - Varsóvia (Embaixada)
  - Cracóvia (Consulado-General)
  - Gedano (Consulado-General)
  - Varsóvia (Consulado-General)
- Portugal
  - Lisboa (Embaixada)
  - Porto (Consulado)
- Reino Unido
  - Londres (Embaixada)
  - Edimburgo (Consulado-General)
- Chéquia
  - Praga (Embaixada)
- Roménia
  - Bucareste (Embaixada)
  - Sibiu (Consulado-General)
  - Timişoara (Consulado)
- Rússia
  - Moscou (Embaixada)

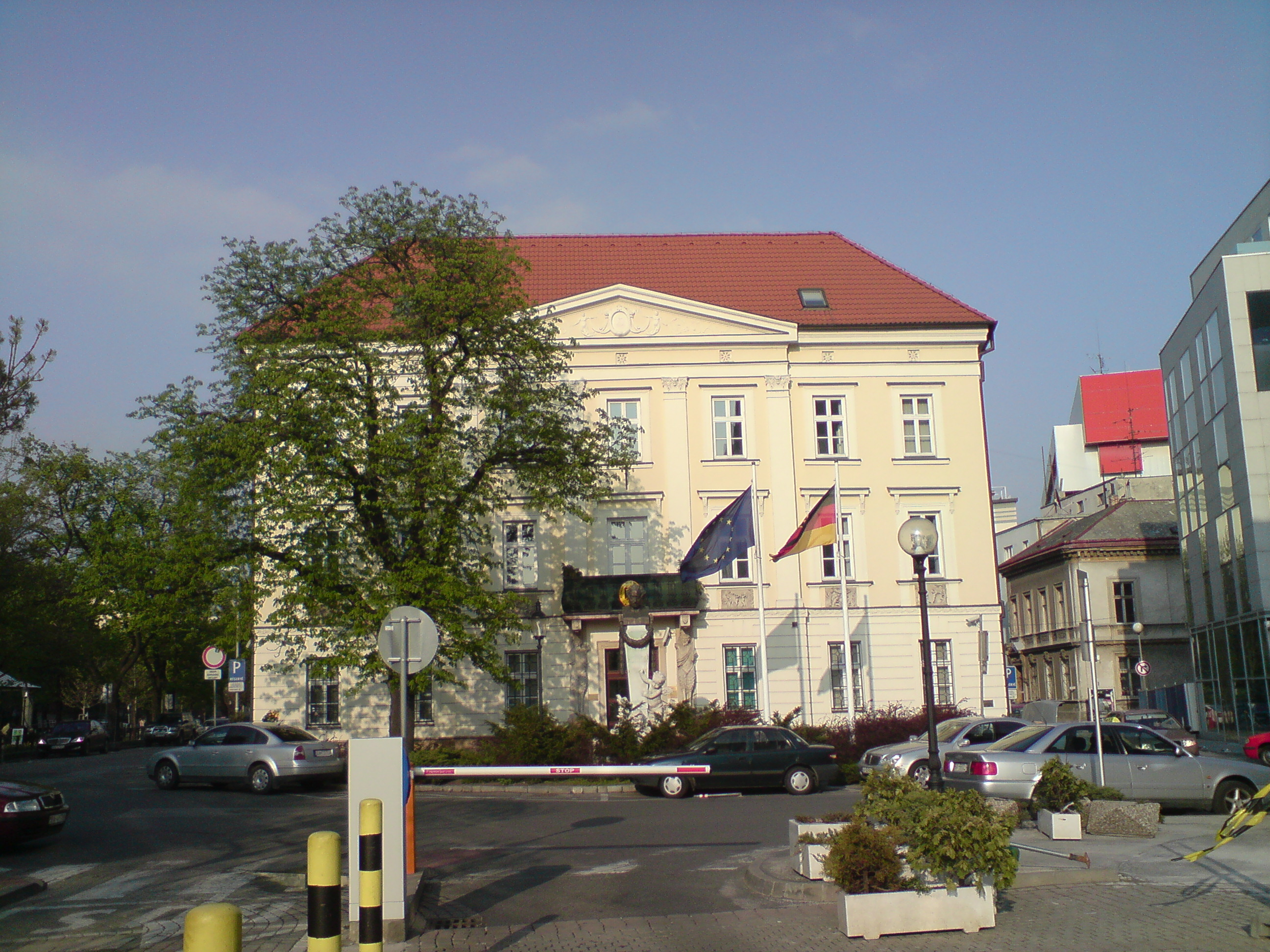
Embaixada da Alemanha em Bratislava, Eslováquia

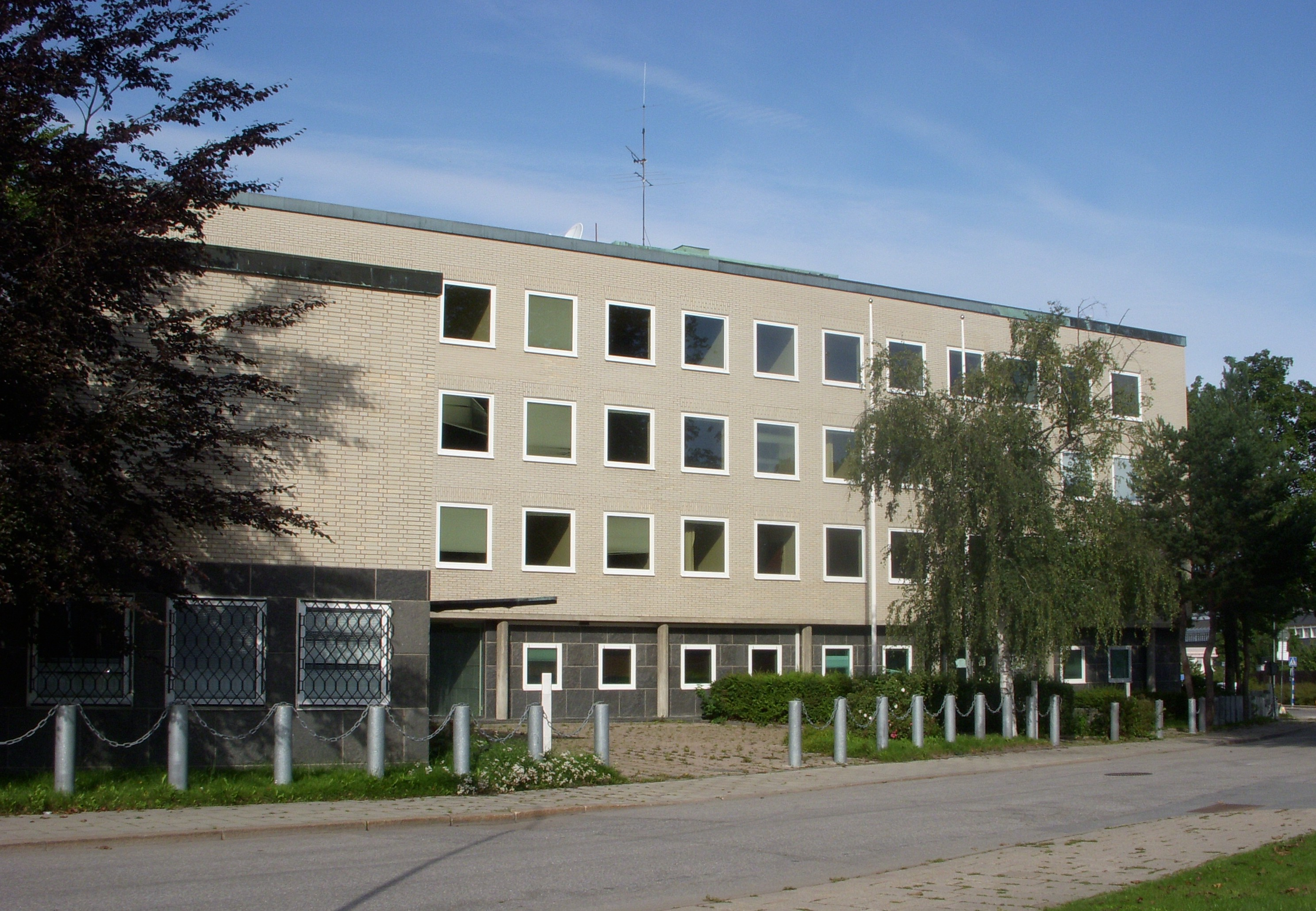
Embaixada da Alemanha em Estocolmo, Suécia

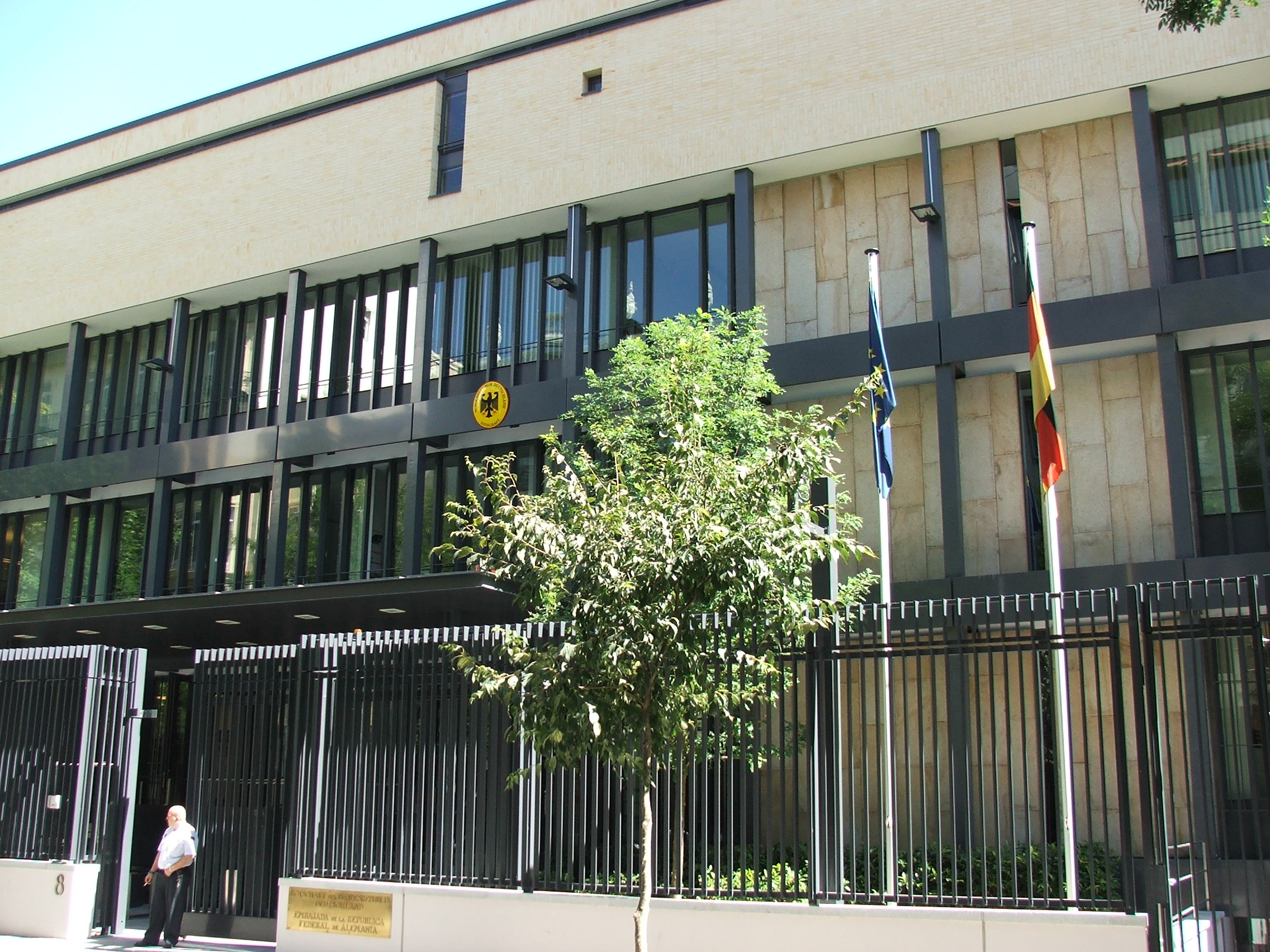
Embaixada da Alemanha em Madrid, Espanha

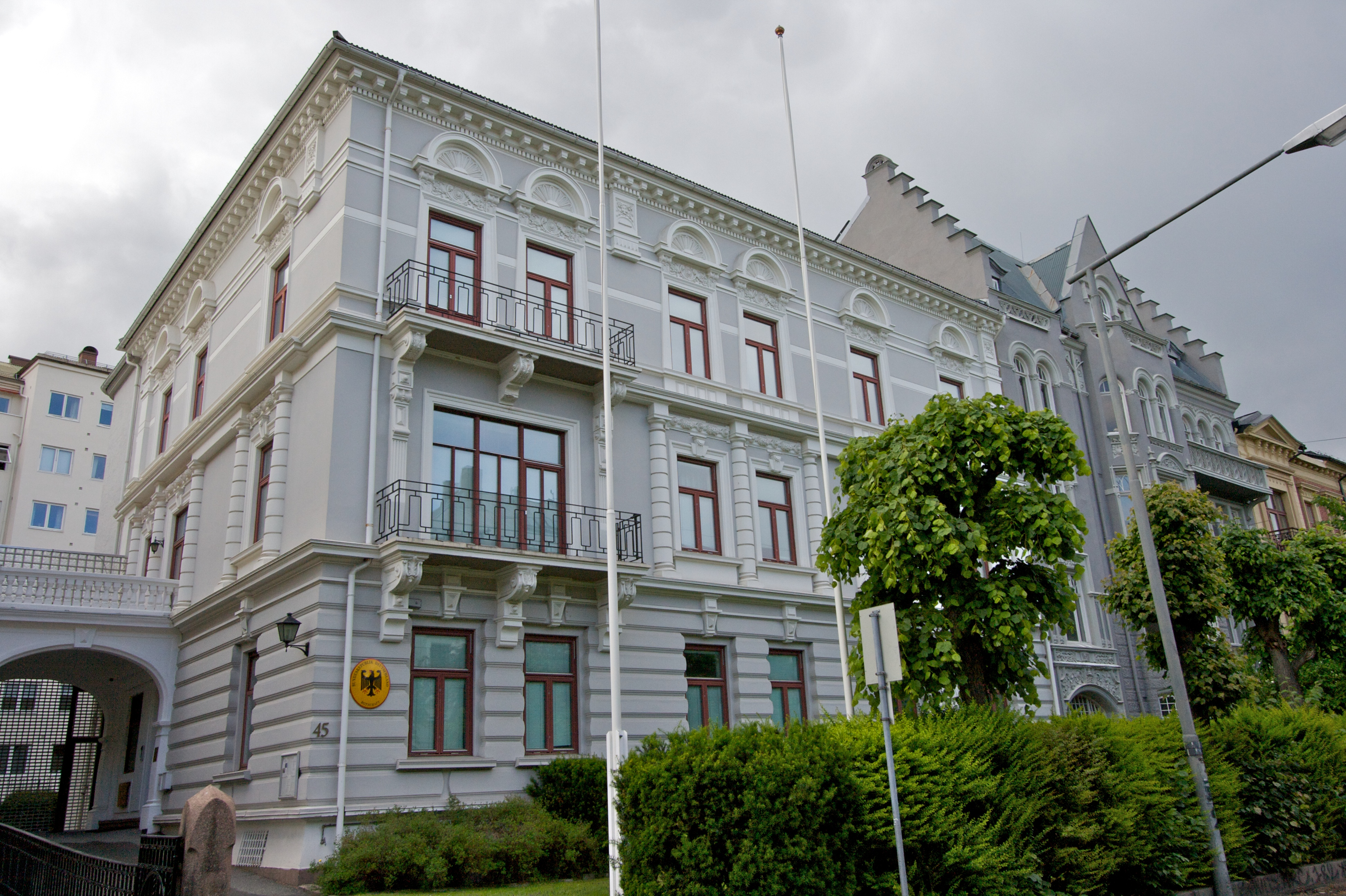
Embaixada da Alemanha em Oslo, Noruega

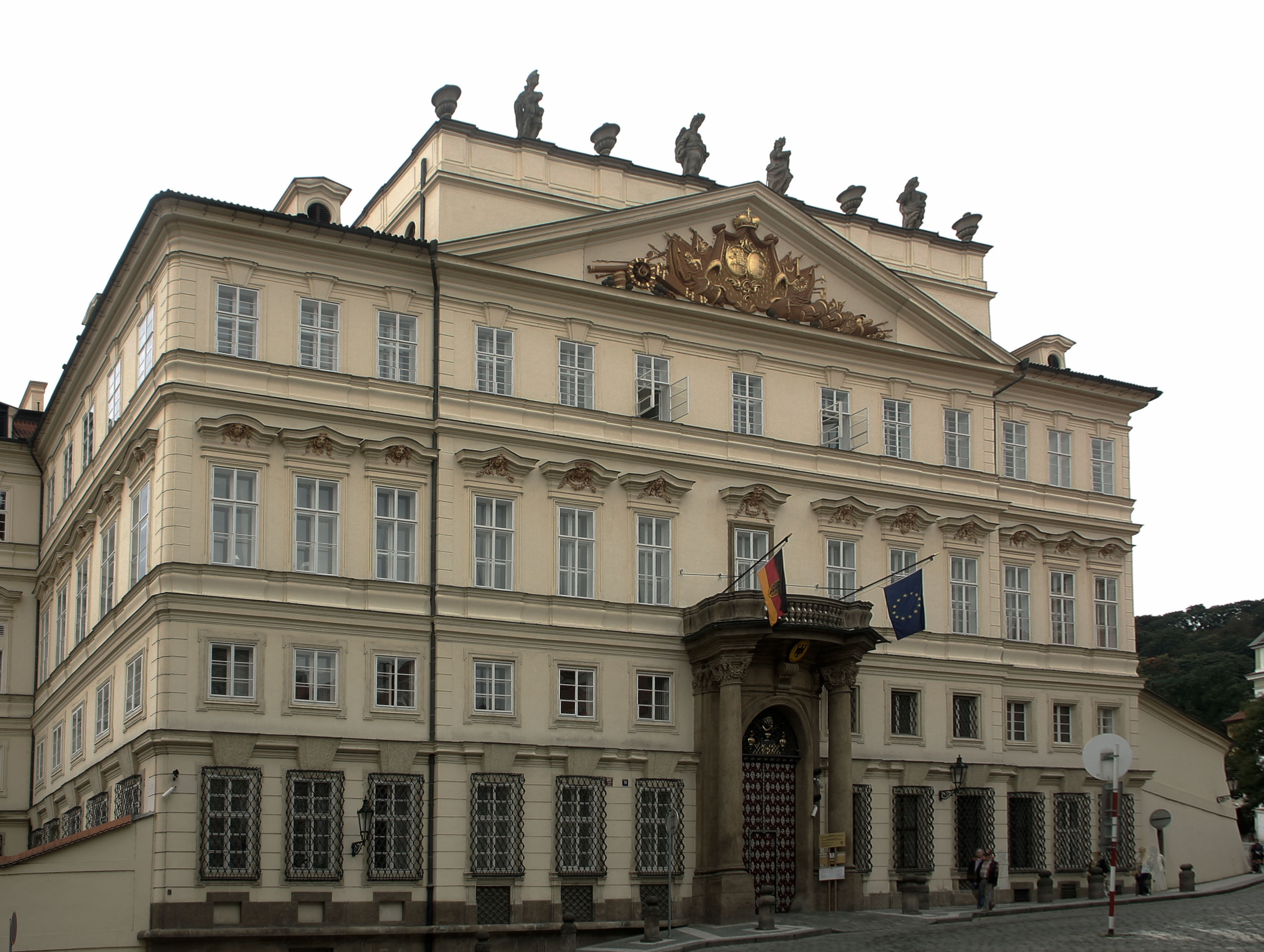
Embaixada da Alemanha em Praga, República Tcheca

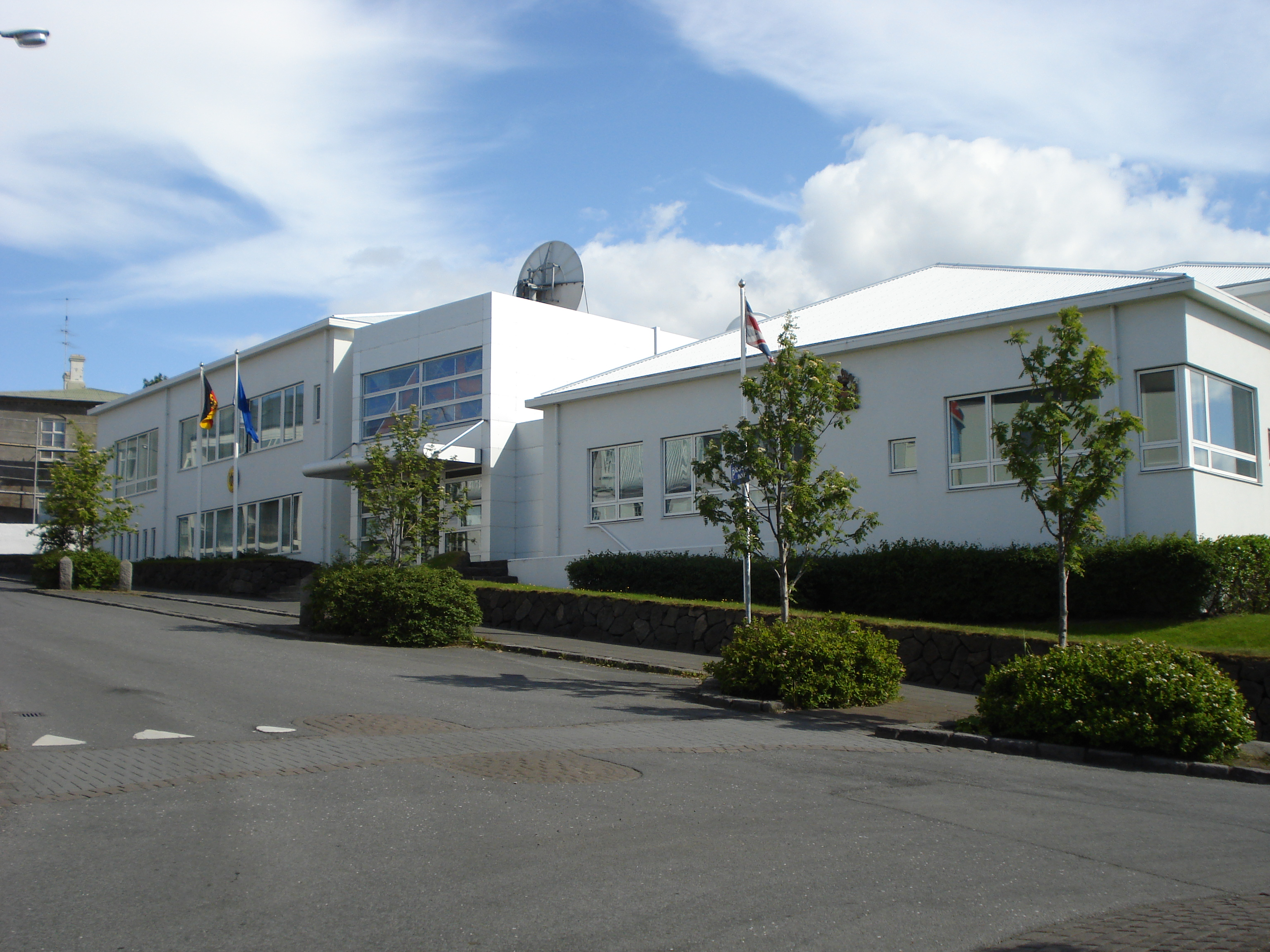
Embaixada da Alemanha em Reykjavík, Islândia

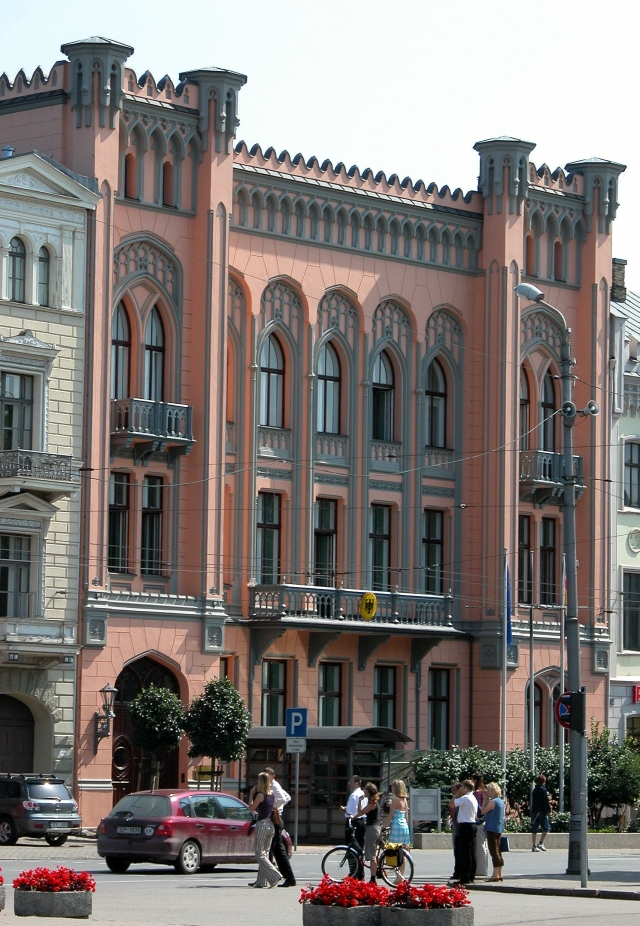
Embaixada da Alemanha em Riga, Letônia

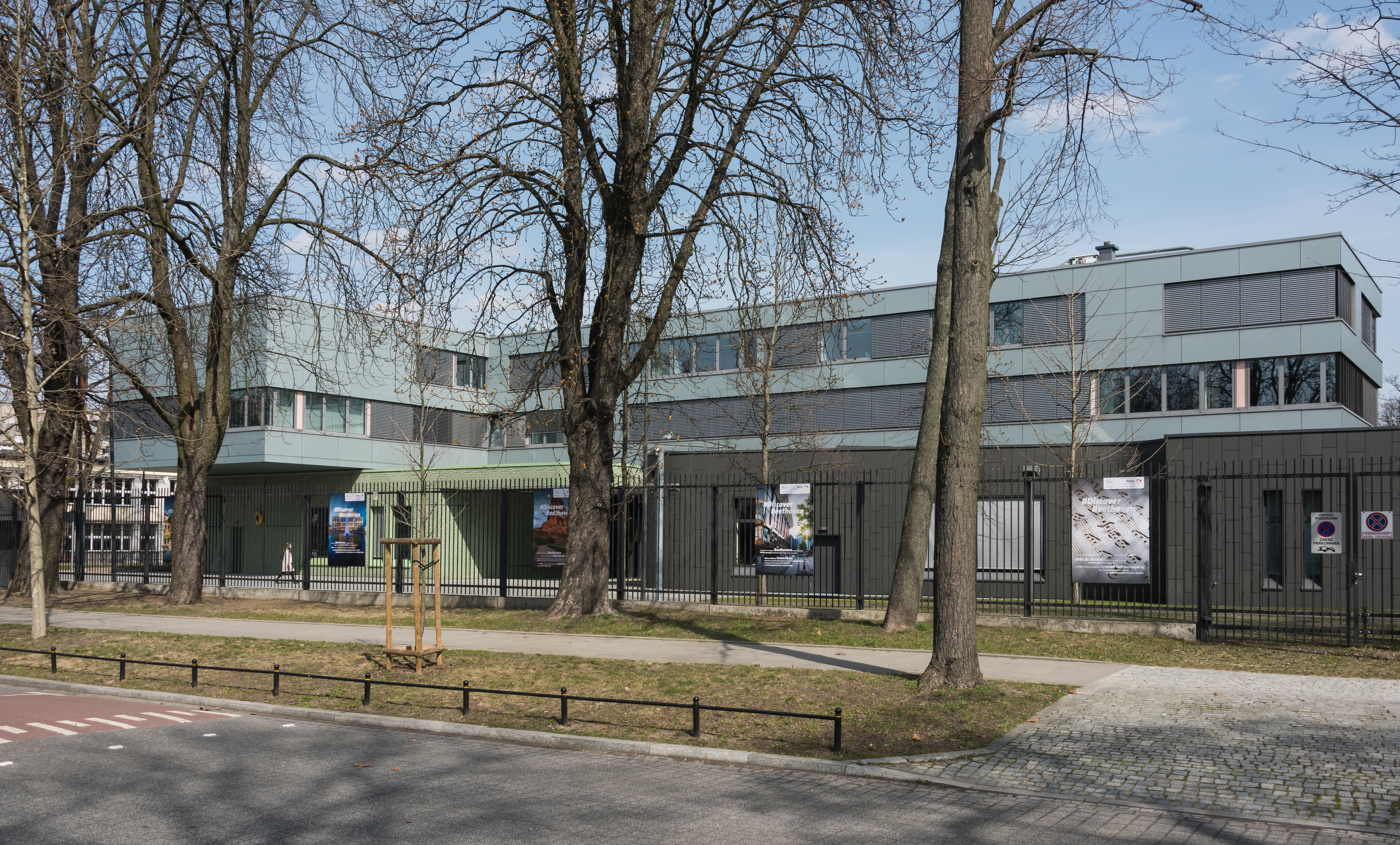
Embaixada da Alemanha em Varsóvia, Polônia

  - São Petersburgo (Consulado-Geral)
- Santa Sé
  - Cidade do Vaticano (situada em Roma) (Embaixada)
- Sérvia
  - Belgrado (Embaixada)
- Suécia
  - Estocolmo (Embaixada)
- Suíça 
  - Berna (Embaixada)
  - Genebra (Consulado-General)
- Ucrânia
  - Quieve (Embaixada)

## América do Norte
- Canadá
  - Otava (Embaixada)
  - Montreal (Consulado-General)
  - Toronto (Consulado-General)
  - Vancuver (Consulado-General)
- Estados Unidos
  - Washington DC (Embaixada)
  - Atlanta (Consulado-General)
  - Boston (Consulado-General)
  - Chicago (Consulado-General)
  - Houston (Consulado-General)
  - Los Angeles (Consulado-General)
  - Miami (Consulado-General)
  - Nova Iorque (Consulado-General)

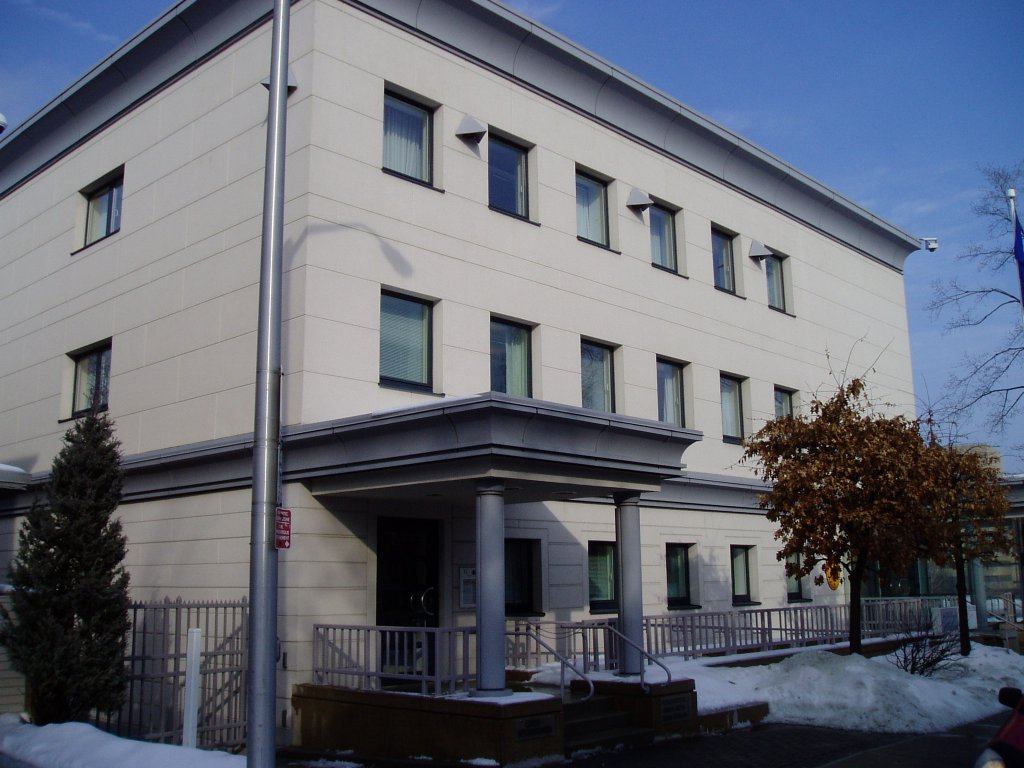
Embaixada de Alemanha em Ottawa, Canadá

  - São Francisco (Consulado-General)
- México
  - Cidade do México (Embaixada)

## América Central e o Caribe
- Costa Rica
  - São José (Embaixada)
- Cuba
  - Havana (Embaixada)
- El Salvador
  - São Salvador (Embaixada)
- Guatemala
  - Cidade da Guatemala (Embaixada)
- Haiti
  - Porto Príncipe (Embaixada)
- Honduras
  - Tegucigalpa (Embaixada)
- Jamaica
  - Kingston (Embaixada)
- Nicarágua
  - Manágua (Embaixada)
- Panamá
  - Cidade do Panamá (Embaixada)
- República Dominicana
  - São Domingos (Embaixada)
- Trinidad e Tobago
  - Porto de Espanha (Embaixada)

## América do Sul

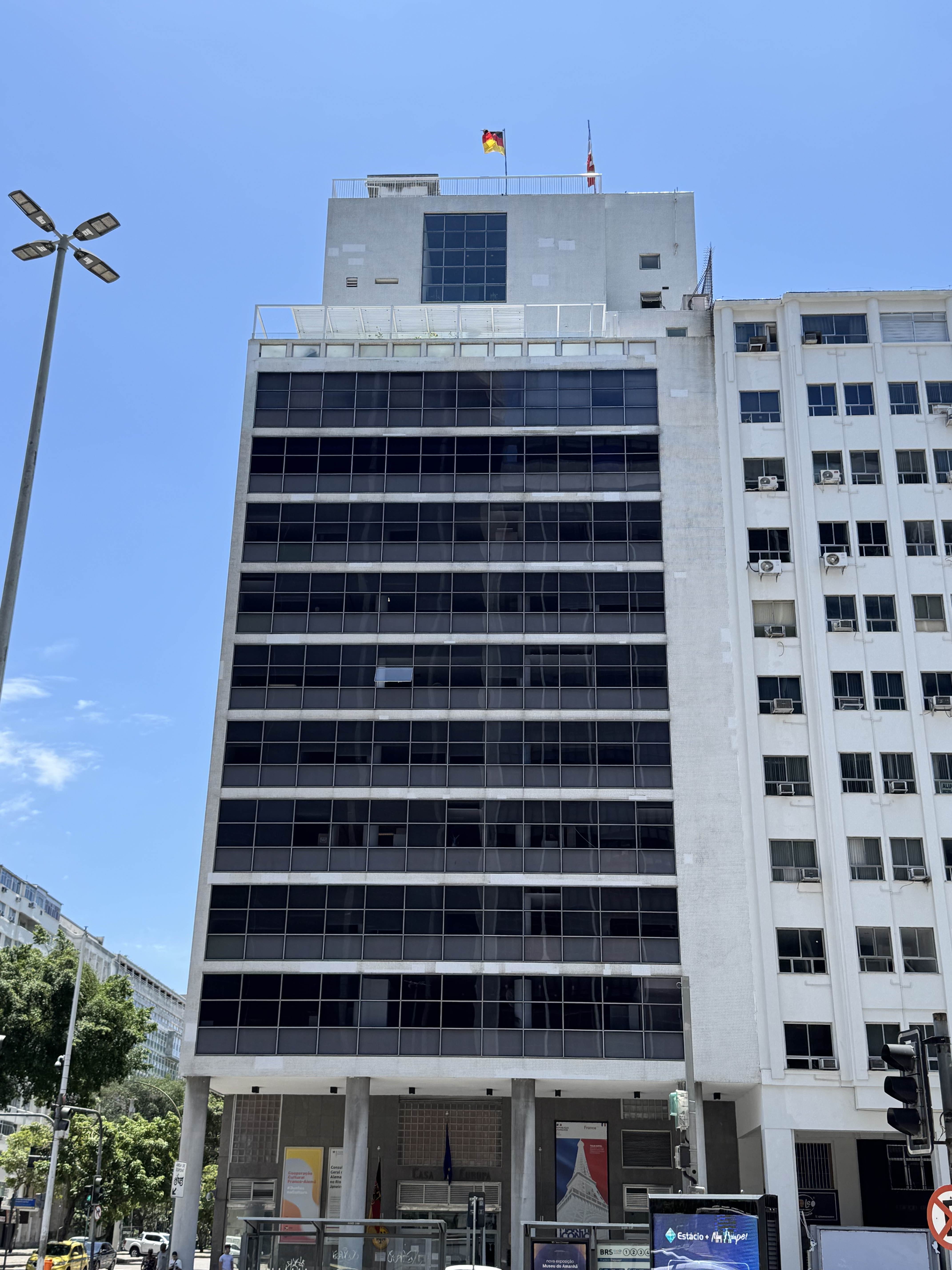
Consulado-geral da Alemanha em Rio de Janeiro

- Argentina
  - Buenos Aires (Embaixada)
- Bolívia
  - La Paz (Embaixada)
- Brasil
  - Brasília (Embaixada)
  - Porto Alegre (Consulado-Geral)
  - Recife (Consulado-Geral)
  - Rio de Janeiro (Consulado-Geral)
  - São Paulo (Consulado-Geral)
- Chile
  - Santiago (Embaixada)
- Colômbia
  - Bogotá (Embaixada)
- Equador
  - Quito (Embaixada)
- Paraguai
  - Assunção (Embaixada)
  - Encarnação (Consulado-Geral)
- Peru
  - Lima (Embaixada)
- Uruguai
  - Montevidéu (Embaixada)
- Venezuela
  - Caracas (Embaixada)

## Oriente Médio
- Arábia Saudita
  - Riade (Embaixada)
  - Gidá (Consulado-General)
- Autoridade Palestina
  - Ramala (Oficina de Representação)
- Bahrein
  - Manama (Embaixada)
- Emirados Árabes Unidos
  - Abu Dabi (Embaixada)
  - Dubai (Consulado-General)
- Irão
  - Teerã (Embaixada)
- Iraque
  - Bagdá (Embaixada)
- Israel
  - Telavive (Embaixada)
- Jordânia
  - Amã (Embaixada)
- Kuwait
  - Cidade do Cuaite (Embaixada)
- Líbano
  - Beirute (Embaixada)
- Omã
  - Mascate (Embaixada)
- Catar
  - Doa (Embaixada)
- Síria
  - Damasco (Embaixada)
- Turquia
  - Ancara (Embaixada)
  - Esmirna (Consulado-General)
  - Istambul (Consulado-General)
- Iêmen
  - Saná (Embaixada)
  - Adém (Consulado-General)

## África
- Angola
  - Luanda (Embaixada)
- Argélia
  - Argel (Embaixada)
- Benim
  - Cotonu (Embaixada)
- Botswana
  - Gaborone (Embaixada)
- Burquina Fasso
  - Uagadugu (Embaixada)
- Burundi
  - Bujumbura (Embaixada)
- Camarões
  - Iaundé (Embaixada)
- Chade
  - Jamena (Embaixada)
- Costa do Marfim
  - Abidjã (Embaixada)
- Egito
  - Cairo (Embaixada)
- Eritreia
  - Asmara (Embaixada)
- Etiópia
  - Adis Abeba (Embaixada)
- Gabão
  - Librevile (Embaixada)
- Gana
  - Acra (Embaixada)
- Guiné
  - Conacri (Embaixada)
- Quênia
  - Nairóbi (Embaixada)
- Libéria
  - Monróvia (Embaixada)
- Líbia
  - Trípoli (Embaixada)
- Madagáscar
  - Antananarivo (Embaixada)
- Malawi
  - Lilongué (Embaixada)
- Mali
  - Bamaco (Embaixada)
- Marrocos
  - Rabat (Embaixada)
- Mauritânia
  - Nuaquexote (Embaixada)
- Moçambique
  - Maputo (Embaixada)
- Namíbia
  - Vinduque (Embaixada)
- Níger
  - Niamei (Embaixada)
- Nigéria
  - Abuja (Embaixada)
  - Lagos (Consulado-General)
- República Democrática do Congo
  - Quinxassa (Embaixada)
- Ruanda
  - Quigali (Embaixada)
- Senegal
  - Dacar (Embaixada)
- Serra Leoa
  - Freetown (Embaixada)
- África do Sul
  - Pretória (Embaixada)
  - Cidade do Cabo (Embaixada/Consulado-General)
- Tanzânia
  - Dar es Salã (Embaixada)
- Togo
  - Lomé (Embaixada)
- Tunísia
  - Túnis (Embaixada)
- Uganda
  - Campala (Embaixada)
- Zâmbia
  - Lusaca (Embaixada)
- Zimbabwe
  - Harare (Embaixada)

## Ásia
- Afeganistão
  - Cabul (Embaixada)
- Bangladesh
  - Daca (Embaixada)
- Brunei
  - Bandar Seri Begauã (Embaixada)
- Camboja
  - Pnom Pen (Embaixada)
- China
  - Pequim (Embaixada)
  - Chengdu (Consulado-General)
  - Cantão (Consulado-General)
  - Honcongue (Consulado-General)
  - Xangai (Consulado-General)
- Coreia do Norte
  - Pionguiangue (Embaixada)
- Coreia do Sul
  - Seul (Embaixada)
- Filipinas
  - Manila (Embaixada)
- Índia
  - Nova Déli (Embaixada)
  - Calcutá (Consulado-Geral)
  - Chenai (Consulado-Geral)
  - Mumbai (Consulado-Geral)
- Indonésia
  - Jacarta (Embaixada)
- Japão
  - Tóquio (Embaixada)
  - Osaca (Consulado-Geral)
- Cazaquistão
  - Astana (Embaixada)
  - Almati (Consulado-Geral)
- Quirguistão
  - Bisqueque (Embaixada)
- Laos
  - Vientiane (Embaixada)
- Malásia
  - Kuala Lumpur (Embaixada)
- Mongólia
  - Ulã Bator (Embaixada)
- Myanmar
  - Rangum (Embaixada)
- Nepal
  - Catmandu (Embaixada)
- Paquistão
  - Islamabade (Embaixada)
  - Carachi (Consulado-General)
- Singapura
  - Singapura (Embaixada)
- Sri Lanka
  - Colombo (Embaixada)
- Tailândia
  - Bancoque (Embaixada)
- Tajiquistão
  - Duxambé (Embaixada)
- Turquemenistão
  - Asgabate (Embaixada)
- Uzbequistão
  - Tasquente (Embaixada)
- Vietname
  - Hanói (Embaixada)
  - Cidade de Ho Chi Minh (Consulado-Geral)

## Oceania

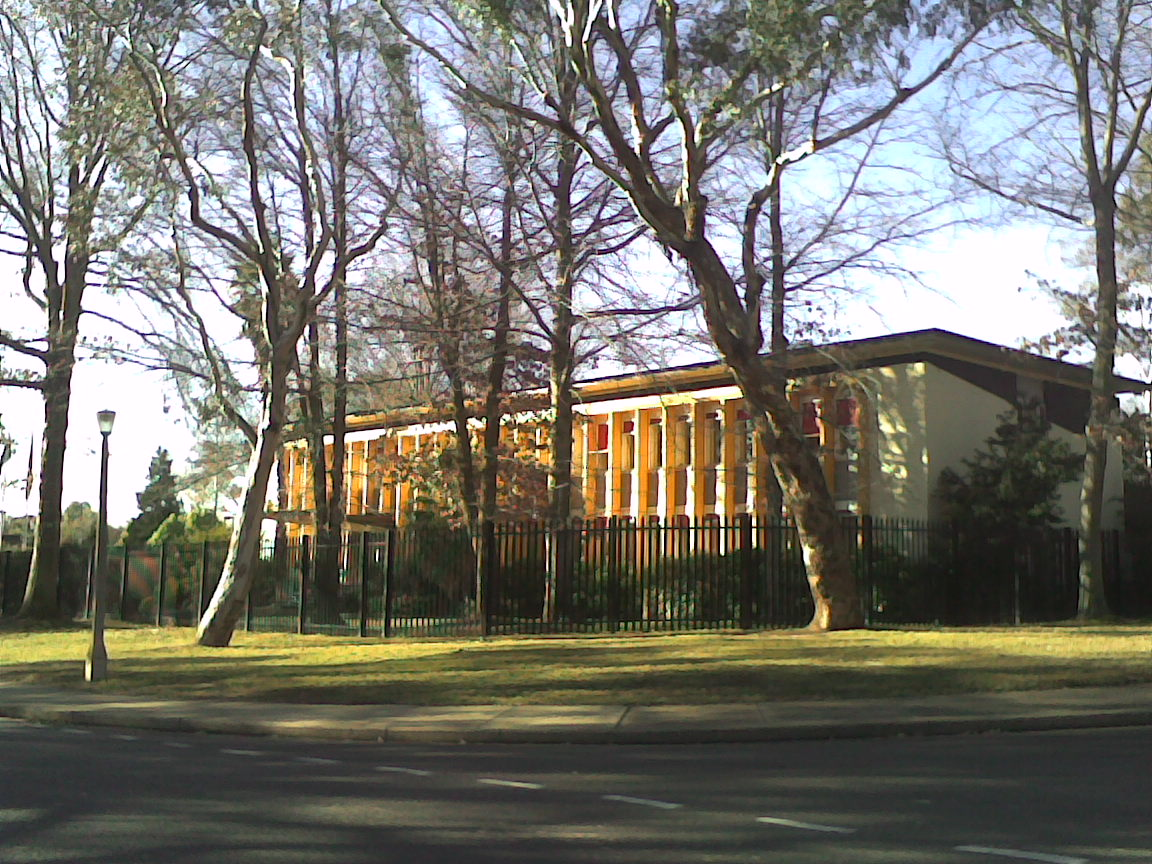
Embaixada de Alemanha em Canberra, Austrália

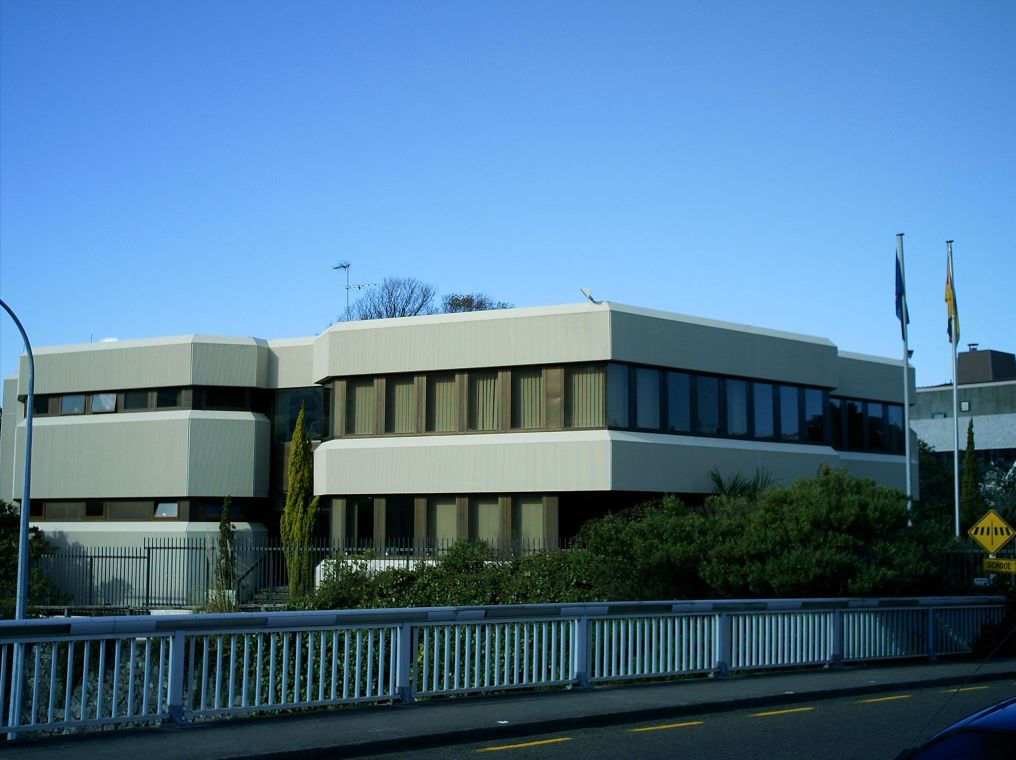
Embaixada de Alemanha em Wellington, Nova Zelândia

- Austrália
  - Canberra (Embaixada)
  - Melbourne (Consulado-Geral)
  - Sydney (Consulado-General)
- Nova Zelândia
  - Wellington (Embaixada)

## Organizações Multilaterais
- - Bruxelas (Missão Permanente de Alemanha ante a União Europeia e OTAN)
  - Estrasburgo (Missão Permanente de Alemanha ante o Conselho da Europa)
  - Genebra (Missão Permanente de Alemanha ante as Nações Unidas e outras organizações internacionais)
  - Nairóbi (Missão Permanente de Alemanha ante as Nações Unidas e outras organizações internacionais)
  - Nova Iorque (Missão Permanente de Alemanha ante as Nações Unidas)
  - Paris (Missão Permanente de Alemanha ante a OCDE e UNESCO)
  - Roma (Missão Permanente de Alemanha ante a Organização das Nações Unidas para a Alimentação e a Agricultura)
  - Viena (Missão Permanente de Alemanha ante as Nações Unidas)